# Saint-Hilaire-de-Briouze
Saint-Hilaire-de-Briouze é uma comuna francesa na região administrativa da Normandia, no departamento Orne. Estende-se por uma área de 13,77 km². Em 2010 a comuna tinha 316 habitantes (densidade: 22,9 hab./km²).